# Carol Sutton (Journalistin)
Carol Sutton (* 29. Juni 1933; † 19. Februar 1985) war eine US-amerikanische Journalistin. Sutton war die erste Chefredakteurin einer großen amerikanischen Tageszeitung, eine der „Frauen des Jahres 1975“ auf dem Titelbild des Nachrichtenmagazin Time und das erste weiße Mitglied in der „Hall of Fame“ der National Association of Black Journalists.

## Leben
Sutton studierte Journalismus an der University of Missouri. Direkt nach ihrem Abschluss ging sie 1955 zur liberalen Tageszeitung The Courier-Journal in Louisville, Kentucky, die damals als eine der besten in der Nation galt. Obwohl sie ausgezeichnete Noten von einer renommierten Journalistenschule der USA hatte, akzeptierte sie den ihr einzig angebotenen Posten als Sekretärin des Chefredakteurs. Über Abend- und Wochenendeinsätze gelang ihr der Einstieg in die Stadtredaktion. Dort gewann sie rasch Anerkennung der Herausgeber.
Im Jahr 1957 heiratete Sutton ihren Kollegen Charles Whaley. Auch nach der Geburt der beiden Töchter 1960 und 1963 blieb sie berufstätig. Sie übernahm 1963 die Redaktion des Gesellschaftsteils und modernisierte diesen. Umbenannt in Women’s World („Welt der Frau“) und bald danach in Today’s Living („Leben heute“) berichtete dieser über Abtreibung, Rassentrennung, Hochzeiten über Rassengrenzen hinweg oder den Hungertod eines Kleinkindes. Ihre Tätigkeit wurde 1972 mit dem Penney-Missouri Award ausgezeichnet. In ihrem Bereich stellte sie 1972 den ersten männlichen Reporter ein.
Zwei Jahre später, 1974, wurde Sutton Chefredakteurin, als erste Frau bei einer der großen Zeitung Amerikas. Im Januar 1976 erschien sie auf dem Titelbild des Nachrichtenmagazin Time, das „Die amerikanischen Frauen“ zu den „Frauen des Jahres 1975“ auserkoren hatte. Mit Betty Ford und Billie Jean King gehörte Sutton zu den zwölf herausragenden Amerikanerinnen, die Time präsentierte. Ein Jahr später hatte sie Anteil am Pulitzer-Preis für Feature-Fotoberichterstattung, den ihre Redaktion gemeinsam mit der Louisville Times erhielt.
In der Rezession nach dem Rücktritt Richard Nixons geriet die Zeitung in eine Krise, da sie Sparmaßnahmen bei den Schulbussen befürwortet hatte. Sutton musste in das zweite Glied zurücktreten und auch die Redaktion von Today’s Living wurde von einem Mann übernommen. Bei einer späteren Reorganisation der Nachrichtenredaktionen gelang es ihr, einige der besten Journalisten aus dem Kreis der Minderheiten für die Zeitung zu gewinnen. In der Folge wurde sie das erste weiße Mitglied in der „Hall of Fame“ der National Association of Black Journalists.
Carol Sutton starb 1985, wenige Monate nachdem bei ihr Lungenkrebs diagnostiziert wurde. Ein Jahr später wurde nach dem Verkauf der Zeitung Irene Nolan Chefredakteurin; Sutton hatte sie gefördert.
Ihre Familie vergibt jedes Jahr ein Carol Sutton Memorial Stipendium, das mittlerweile an acht bis zwölf Empfänger vergeben wird. Literarisch wurde sie 1991 im Buch The Patriarch über den Aufstieg und Fall der Zeitungsmacher-Dynastie Bingham gewürdigt.